# Matthias Louda von Klumtschan
Matthias Louda von Klumtschan (tschechisch Matěj Louda z Chlumčan) († 1460) war böhmischer Heeresführer und Diplomat.
Louda stammt der Junkerfamilie Chlumčanský ab. Er besuchte zwar um 1409 die Universität, schloss aber das Studium vermutlich nicht ab, obwohl er der lateinischen Sprache mächtig war. Hier kam er vermutlich auch zum ersten Mal mit dem Gedankengut von Jan Hus in Berührung. 1420 gehörte er bereits zu den führenden Taboriten. Seine Erfolge als Heeresführer wurden schon kurze Zeit später durch die Übereignung des Hauses U červeného beránka (Zum roten Schafbock) in Prag belohnt, welches er 1429 wieder verkaufte. Louda siedelte nach Pisek um und wurde zum Hauptmann und Schatzmeister der Taboriten.
Nicht nur als Krieger, sondern auch als Diplomat machte er sich einen Namen. 1423 nahm er an einem Disput in Konopischt teil, am 18. Oktober 1425 war er einer der Schlichter bei Friedensverhandlungen zwischen den Taboriten und Waisen in Woschitz. Am 6. Februar 1426 nahm er an der Versammlung der Taboriten in Pisek teil. 1426 bis 1428 war er wieder als Hauptmann des Feldheeres unterwegs.
Zu Beginn des Basler Konzils gehörte er zu den Abgesandten der Taboriten. Im Mai 1431 begleitete er die Abgesandtenabordnung, die Verhandlungen mit König Sigismund in Eger führen sollte.
In der zweiten Versammlung in Eger wurde Louda zum Gesandten des Basler Konzils auserwählt. Am 6. Dezember machte sich die Abordnung auf den Weg, und Louda, Kassenwart der Abgeordneten, äußerte schon während des Weges seine radikalen Gedanken. Bei der Ankunft in Nürnberg zückte er dann eine Fahne, auf deren einer Seite Christus, auf der anderen ein Kelch abgebildet war. Auf Drängen anderer Abgesandten rollte er später die provokative Fahne wieder ein. Am 16. Januar 1433 trat er als Sprecher der böhmischen Abordnung auf, argumentierte hier jedoch besonnen und wurde laut Chroniker František Palacký „wegen seiner friedlichen Art vom Basler Konzil gelobt und geachtet“. Bei der Rückkehr nach Böhmen führte er dann wieder seine provokative Standarte.
Am 22. Juni 1433 wurde er erneut als Abgesandter für das 2. Basler Konzil gewählt. Am 11. Juli verließ die Abordnung Prag und am 11. August 1433 vertrat Louda die Interessen der böhmischen Reformatoren. Am 22. Oktober kehrten die Legaten nach Prag zurück.
1434 kam es zur Schlacht von Lipan, die Louda als Hauptmann der Taboriten anführte, dann jedoch vom österreichischen Herzog Albrecht gefangen genommen wurde. Auf Fürbitte des Johannes von Palomar, eines Legaten des Konzils, wurde er wieder entlassen. Kurz darauf verließ Louda die Taboriten und zog nach Prag, in sein in der Altstadt 1433 erworbenes Haus ein. 1434 erwarb er ein weiteres Haus nahe der Bethlehemskapelle.
Am 20. Mai 1435 wurde er zum Vertreter des Ritterstandes gewählt, der an Verhandlungen mit dem Kaiser Sigismund in Brünn teilnahm. Die Erfolge am Konzil in Basel, die Louda zugeschrieben wurden, führten dazu, dass ihn der neue König in seine Dienste nahm und er bereits im Dezember 1435 als Vertreter des Kaisers an Verhandlungen in Belgrad teilnahm. 1436 wurde er vom Kaiser zum Hofrichter der königlichen Städte ernannt.
1437 wurde er beauftragt, gemeinsam mit Jan z Příbrami, Prokop von Pilsen, Petr z Vartemberka, Přibík z Klenové und Václav Březka als Vertreter des Städtestandes an den weiteren Verhandlungen des Basler Konzils teilzunehmen.
1443 nahm er an Verhandlungen der Kuttenberger Synode teil, in der er zum Teil Geheimnisse der Hussiten verriet. 1447 vertrat er gemeinsam mit Petr z Mladenovic, Jan Malovec und Martin Kučka z Kutné Hory wiederum die Stadtstände bei Verhandlungen mit Papst Eugen IV.
Gegen Ende seines Lebens fand er seine Vorliebe für die Universität wieder. Gemeinsam mit Primaten der Prager Stadtteile veranstaltete er Festessen für die Meister und schenkte 1460 der Universität das College Loudov, bestimmt für arme Studenten, die sich auf das Priesteramt vorbereiteten.
Bohuslav Balbín schreibt Louda auch zeitgenössische Berichterstattung zu, die jedoch nicht erhalten blieb. Ähnlich äußerte sich auch František Palacký, der sie jedoch als nicht sehr umfangreich beschrieb.
| Personendaten    | Personendaten                        |
| ---------------- | ------------------------------------ |
| NAME             | Louda von Klumtschan, Matthias       |
| ALTERNATIVNAMEN  | Louda z Chlumčan, Matěj              |
| KURZBESCHREIBUNG | böhmischer Heeresführer und Diplomat |
| GEBURTSDATUM     | 14. Jahrhundert                      |
| STERBEDATUM      | 1460                                 |